# Upper Humber River
Der Upper Humber River ist ein Fluss auf der Insel Neufundland in der kanadischen Provinz Neufundland und Labrador.

## Flusslauf
Der Upper Humber River entspringt 7 km östlich des Ten Mile Pond in den Long Range Mountains. Das Quellgebiet liegt auf einer Höhe von ca. 700 m. Nach 50 km wendet sich der Fluss nach Südosten. Er passiert den See Birchy Basin. Er nimmt den Taylors Brook und den Gales Brook von links sowie den Adies River von rechts auf.  Allmählich wendet sich der Upper Humber River nach Südwesten. 9,5 km oberhalb der Mündung in den Deer Lake mündet der Junction Brook von links in den Fluss. Der Junction Brook bildet den natürlichen Abfluss des Grand Lake. Aufgrund dessen Aufstauung und Ableitung zum Wasserkraftwerk am Deer Lake fließt nur noch eine geringe Wassermenge im Junction Brook. Kurz vor der Mündung liegen die Gemeinden Reidville am rechten Ufer sowie Deer Lake am linken Ufer des Upper Humber River. Etwa 37,5 km oberhalb der Mündung liegen die Stromschnellen Big Falls am Flusslauf. Diese befinden sich im Sir Richard Squires Provincial Park.

## Hydrologie
Der Upper Humber River entwässert ein Areal von etwa 22060 km². Beim Pegel bei Reidville, bei Flusskilometer 12, beträgt der mittlere Abfluss 79,7 m³/s. Im Mai führt der Fluss mit im Mittel 243 m³/s die größte Wassermenge.

## Tierwelt
Der Lachsbestand im Flusssystem des Humber River gilt als „nicht gefährdet“. Die bei Flusskilometer 30 gelegenen Little Falls sowie die 10 km weiter flussaufwärts gelegenen Big Falls bilden teilweise ein Hindernis für Wanderfische. Außerdem kommen folgende weitere Fischarten im Flusssystem vor: Bachsaibling, Wandersaibling, Arktischer Stint, Amerikanischer Aal, Fundulus heteroclitus (Mummichog), Fundulus diaphanus (Banded killifish) und Dreistachliger und Neunstachliger Stichling. Weitere typische Wasserbewohner sind Kanadischer Biber, Bisamratte und Nordamerikanischer Fischotter sowie der Amerikanische Nerz (Mink).